# 沈垣
沈垣（1501年—1549年），字子完，浙江嘉興府平湖縣人，明朝政治人物。

## 生平
嘉靖十年（1531年）辛卯科浙江鄉試第五十八名舉人，十四年（1535年）中式乙未科會試第十八名，三甲第一百四十二名進士。授大理寺評事，升大理寺正，二十七年（1548年）出為惠州府知府，賑濟饑民，全活數萬人，二十八年（1549年）卒於番禺縣館舍。

## 家族
曾祖沈渭，封工部主事；祖父沈棨，貴州布政使司右參政；父沈光。母倪氏。具慶下。從兄沈堂、沈圻、沈塤、沈坤、沈壕、沈垓、沈垔、沈垹、沈坰、沈坪，從弟沈地、沈圲、沈奎、沈基、沈塙、沈墀。